# Gaudi (àlbum)
Gaudi és el desè i últim àlbum d'estudi The Alan Parsons Project amb el qual va finalitzar la seva trajectòria musical com a banda en actiu. Publicat a 1987 per Arista Records es tracta d'un disc conceptual basat en la figura d'l'arquitecte català Antoni Gaudí.
Malgrat la seva temàtica i la seva bona recepció va generar certa controvèrsia per la inclusió d'instruments poc freqüents en la tradició cultural catalana com les castanyoles o la guitarra espanyola.

## Producció
Durant una visita promocional prèvia Eric Woolfson va recalar a Barcelona amb un total desconeixement sobre la figura i treball d'Antoni Gaudí. Després de visitar La Sagrada Família, obra inacabada en la qual Gaudí va treballar 40 anys, va decidir abordar-lo com inspiració per al seu pròxim àlbum conceptual tasca que el va portar diversos anys.
Amb Gaudi finalitzava el contracte que The Alan Parsons Project mantenia amb Arista i l'elecció del tema va comportar discrepàncies amb la discogràfica que no veia amb claredat l'encaix entre un disc inspirat en Gaudí amb la música rock. Posteriorment Woolfson i Parsons treballarien en el projecte amb el qual es va desfer el Project, Freudiana (1990) inspirat en els treballs de Sigmund Freud, acreditat com el primer disc en solitari d'Eric Woolfson.
En 2014 veuria la llum un àlbum addicional, considerat "maleït", de The Alan Parsons Project: The Sicilian Defence. Gravat durant tres dies de 1979, en el marc de la renovació del contracte que el grup mantenia amb la discogràfica i que va romandre arxivat fins aquell moment, es va incloure en una compilació amb tots els discos d'estudi de el grup.

## Llista de cançons
1. «La Sagrada Familia» (Parsons - Woolfson) - Cantant: John Miles, cors d'Eric Woolfson i Chris Rainbow - 08:50
2. «Too Late» (Parsons - Woolfson) - Cantant: Lenny Zakatek - 04:32
3. «Closer To Heaven» (Parsons - Woolfson) - Cantant: Eric Woolfson - 05:54
4. «Standing On Higher Ground» (Parsons - Woolfson) - Cantant: Geoff Barradale - 05:05
5. «Money Talks» (Parsons - Woolfson) - Cantant: John Miles - 04:27
6. «Inside Looking Out» - Woolfson) - Cantant: Eric Woolfson - 06:23
7. «Passeo de Gracia» (Parsons - Woolfson) - Instrumental - 03:50

## Músics
- Eric Woolfson - piano, teclats, veu (cançons 3 i 6) i cors (cançó 1)
- Alan Parsons - sintetitzadors, programació i enginyeria de so
- Ian Bairnson - guitarra
- Laurence Cottle - baix
- Stuart Elliott - bateria
- Richard Cottle - sintetitzadors i saxo
- John Miles - veu (cançons 1 i 5)
- Lenny Zakatek - veu (cançó 2)
- Geoff Barradale - veu (cançó 4)
- Chris Rainbow - cors (cançó 1)
- Andrew Powell - arranjaments orquestrals
- John Heley - violoncel
- David Cripp - director de quartet de vent
- Bob Howes - director de The English Chorale i timbal de concert